# Семен Мелешкович
Семен Мелешкович (пом. після 1563) — війт Києва часів Великого князівства Литовського.

## Життєпис
Походив з заможного київського міщанського роду Мелешковичів. Про батьків та дату народження замало відомостей. Вперше згадується 1552 року (разом з братами Яковом, Степаном і Григорієм) згадується в ревізії Київського замку як власник двору. До того у 1548 році встиг стати війтом Києва. На цій посаді перебував до 1550 року, коли поступив війтиством Максиму Хоничу. Після деякої перерви знову стає війтом Києва десь між 1555 та 1558 роками.
Привілеєм від 12 квітня 1558 року король Сигізмунд II Август підтвердив йому право на володіння селом Юр'ївці над річкою Віта, купленим за 50 кіп грошей литовських у київських зем'ян Богдана Дублянського та Федори Золотушної, а також на острів і село Чатанове над Десною, набутих від Льва Волковича і Марини Борисівни за 60 кіп грошей литовських.
Пізніше Мелешкович придбав ще два села — Підгірці і Вишеньки. У 1563 році через слабке здоров'я або старість поступився війтівством. Тоді ж склав свій заповіт. Надалі опікувався господарськими справами, збільшуючи статки та маєтності. на початку 1563 року зрікся посади. Новим війтом став Богуш Ленкевич.
Дата смерті Мелешковича викликає деякі суперечності. Найімовірніше помер 1563 року. Усі села заповів монастирям, двом донькам із зятями залишив у спадок свій будинок з двором та усіма рухомими речами. Згодом спадок став об'єктом боротьбу Черевчеїв, Кошколдеїв та Ходик.

## Родина
- Перша дружина — Устинья. Донька — Гальшка, дружина купця і райці Андрія Кошколдейовича.
- Друга дружина — Анастасія, донька Василя Пацкевича, київського намісника. Донька — Василиса, дружина райці Матвія Черевчейовича.